# Xanthohumol
Le xanthohumol, ou 1-(2,4-Dihydroxy-6-méthoxy-3-(3-méthylbut-2-en-1-yl)phényl)-3-(4-hydroxyphényl)prop-2-en-1-one, est un composé chimique de formule C21H22O5. C'est un  produit naturel présent dans les inflorescences femelles (les cônes) du houblon (Humulus lupulus), et qui se trouve également dans la bière. Il appartient à une classe de composés qui contribuent à l'amertume et à la saveur du houblon.
Le xanthohumol est un chalconoïde prénylé, biosynthétisé par une polycétide synthase (PKS) de type III et modifié ultérieurement par d'autres enzymes,.

## Bière
Dans les bières commerciales, la concentration de xanthohumol varie d'environ 2 à 1,2 mg/l. Dans le processus du brassage, le xanthohumol et d'autres flavonoïdes prénylés sont perdus car ils sont convertis en molécules correspondantes  de flavanones. La teneur en xanthohumol est variable en fonction des variétés de houblon et des différents types de bières.